# St. Peter und Paul (Rettenbach)

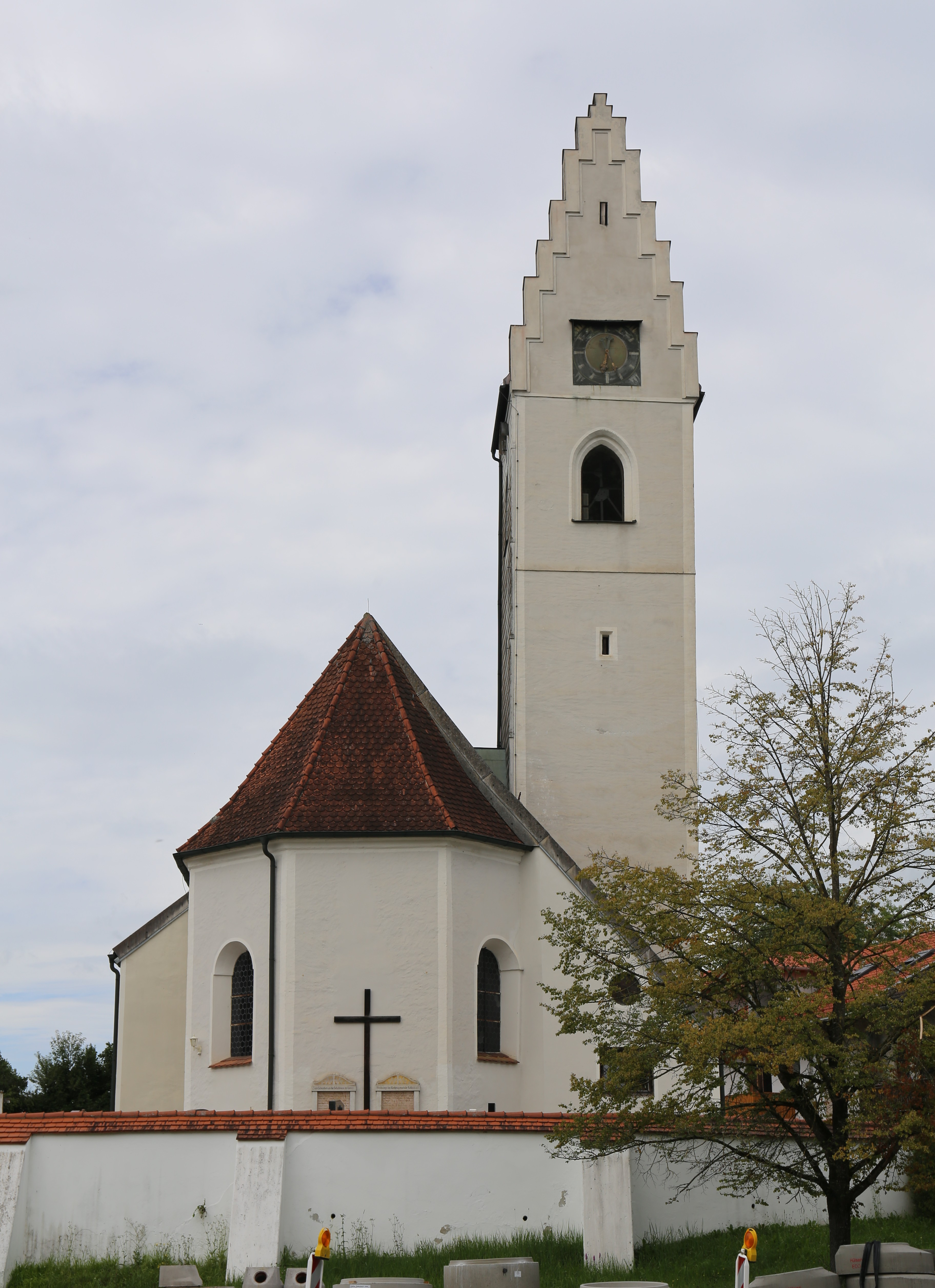
St. Peter und Paul in Rettenbach

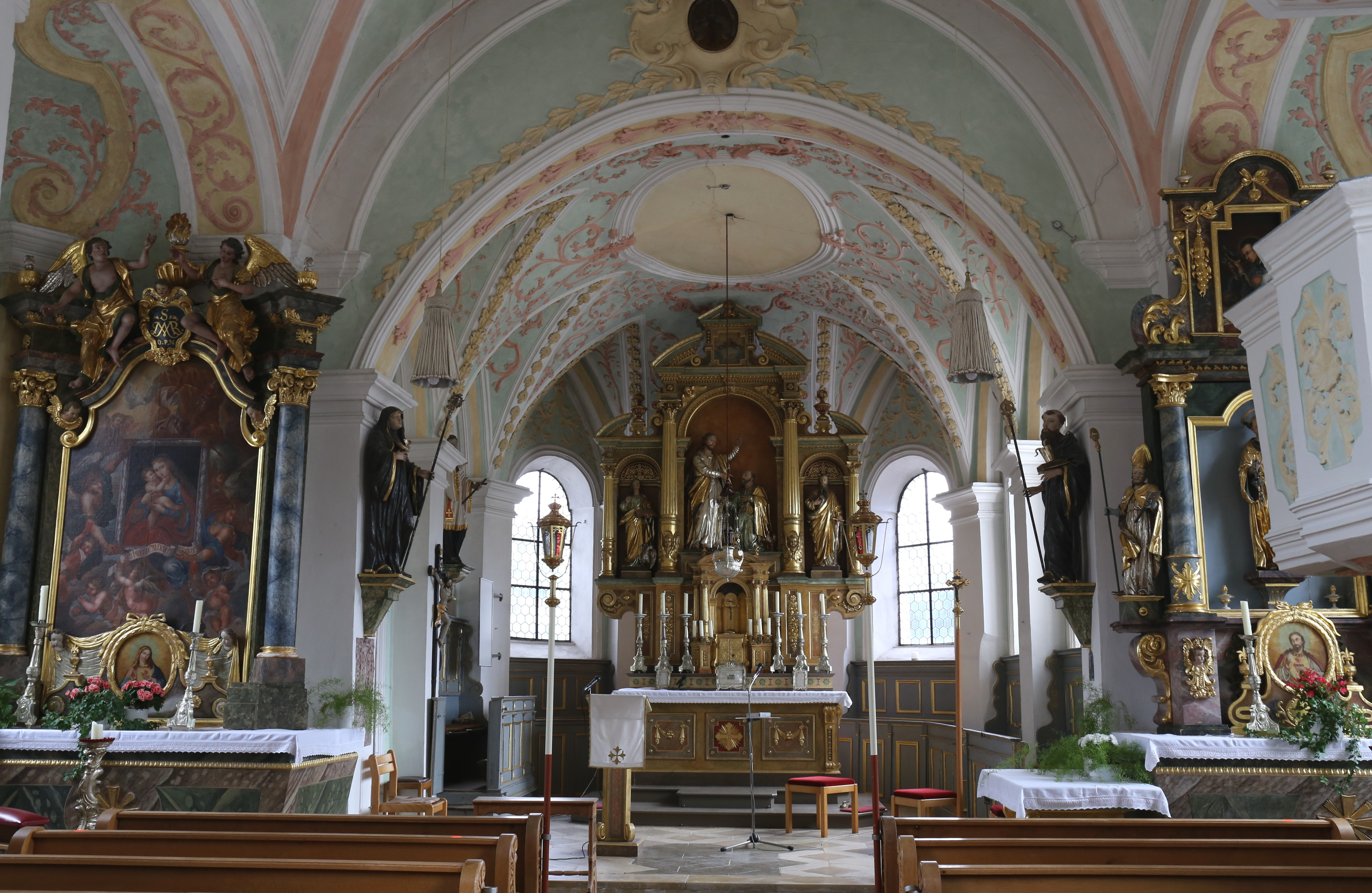
Innenansicht

Die römisch-katholische Filialkirche St. Peter und Paul steht in Rettenbach, einem Gemeindeteil von Pfaffing im Landkreis Rosenheim. Sie ist in der Liste der Baudenkmäler in Pfaffing unter der Nr. D-1-87-159-23 eingetragen. Die Kirche gehört zum Dekanat Rosenheim im Erzbistum München und Freising.

## Beschreibung
Die barocke Saalkirche besteht aus dem 1716 gebauten Langhaus zu drei Jochen, dem eingezogenen spätgotischen Chor im Osten, dem Chorflankenturm mit aus gotischer Zeit stammenden unteren Geschossen an der Nordwand des Chors und der Sakristei in der Südostecke von Chorflankenturm und Chor. Der Chorflankenturm mit dem Glockenstuhl ist mit einem Satteldach zwischen Staffelgiebeln bedeckt, an denen die Zifferblätter der Turmuhr angebracht sind. Das östliche Joch des Langhauses wird beidseitig von Kapellen flankiert. Ein Vorbau an der Fassade im Westen führt zum Portal.
Der Innenraum ist mit einem Stichkappengewölbe überspannt. Der 1716 eingebrachte Stuck wird Nikolaus Liechtenfurtner zugeschrieben. An der Brüstung der Kanzel befindet sich ein Tafelbild, auf dem der Gute Hirte dargestellt ist. Der Hochaltar wurde um 1880 aufgestellt. Die Orgel erbaute 1906 Franz Borgias Maerz.